# Universidade de Brasília

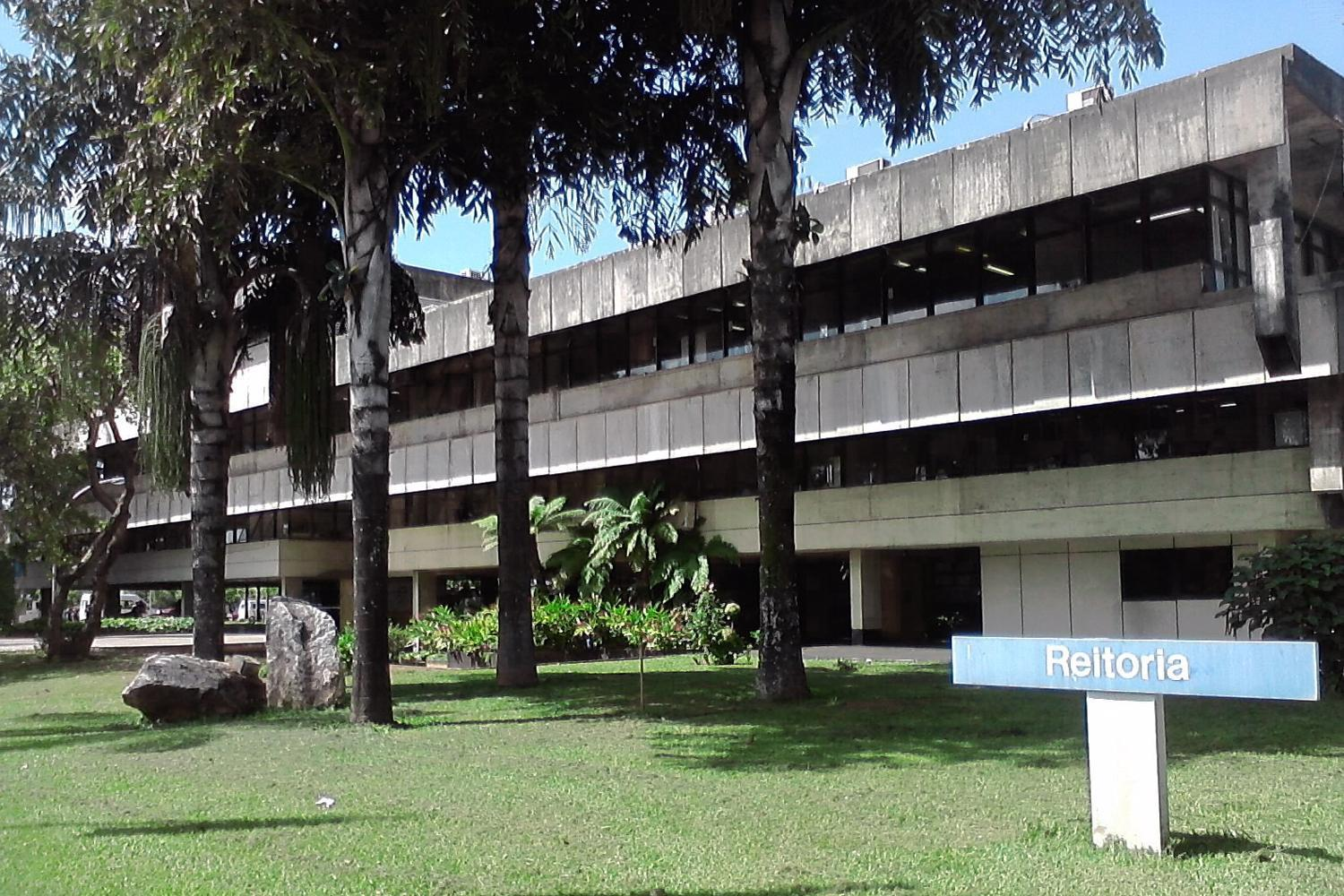
Rektoratsgebäude

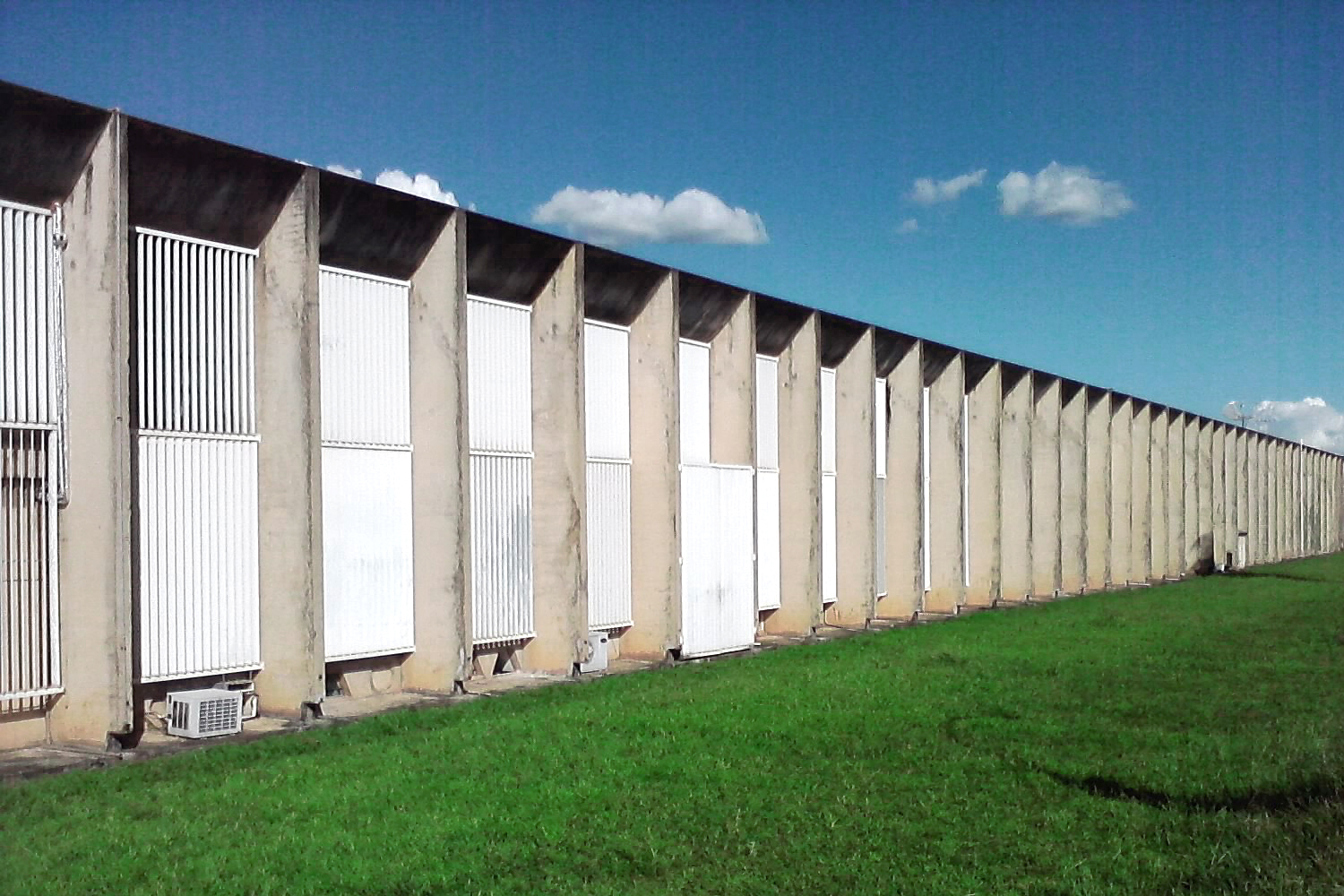
Hauptgebäude

Die Universidade de Brasília, UnB, deutsch Universität Brasília, ist eine öffentliche Universität in der brasilianischen Hauptstadt Brasília.
Die Universität wurde 1962 mit Darcy Ribeiro als Gründungsrektor eröffnet, das Hauptgebäude wurde vom Architekten Oscar Niemeyer gestaltet.